# Луїджі Керубіні
Марі́я-Луїджі-Ка́рло-Дзено́біо-Сальвато́ре Керубі́ні (італ. Maria Luigi Carlo Zenobio Salvatore Cherubini; 14 вересня 1760, Флоренція — 15 березня 1842, Париж) — італійський композитор і музичний теоретик.

## Біографія
Навчався у Болоньї у Дж. Сарті, і до двадцятирічного віку вже був автором опери «Квінт Фабій», яка була поставлена 1778 року. Незабаром після цього залишив Італію і вже ніколи туди не повертався. У 1784—1786 роках жив у Лондоні і був придворним композитором Георга III, а в 1788 році — остаточно поселився у Парижі. 1795 року з відкриттям Паризької консерваторії, Керубіні став її викладачем, 1816 року професором, а в 1822 році — директором. Його учнями з композиції були Даніель Обер, Фроманталь Галеві, Еме Леборн. Він також пророкував велике майбутнє тоді ще зовсім юному Феліксові Мендельсону.
Серед опер Керубіні найпопулярнішими вважаються «Медея» (фр. «Médée», 1797), «Два дні» (фр. «Les deux journées», 1800), «Анакреонт, або швидкоплинне кохання» (фр. «Anacreon, ou L'Amour fugitif», 1803). Зрілі опери Керубіні далеко йдуть від традиції легкої італійської опери у бік музичного драматизму Крістофа-Віллібальда Ґлюка.
Значне місце у творчості Керубіні займає духовна музика. Зокрема — це два Реквієми, перший з яких (до мінор, 1816, пам'яті Людовика XVI) був, на думку Людвіґа ван Бетговена, найкращим твором цього жанру.

## Зрілі роки та творча спадщина

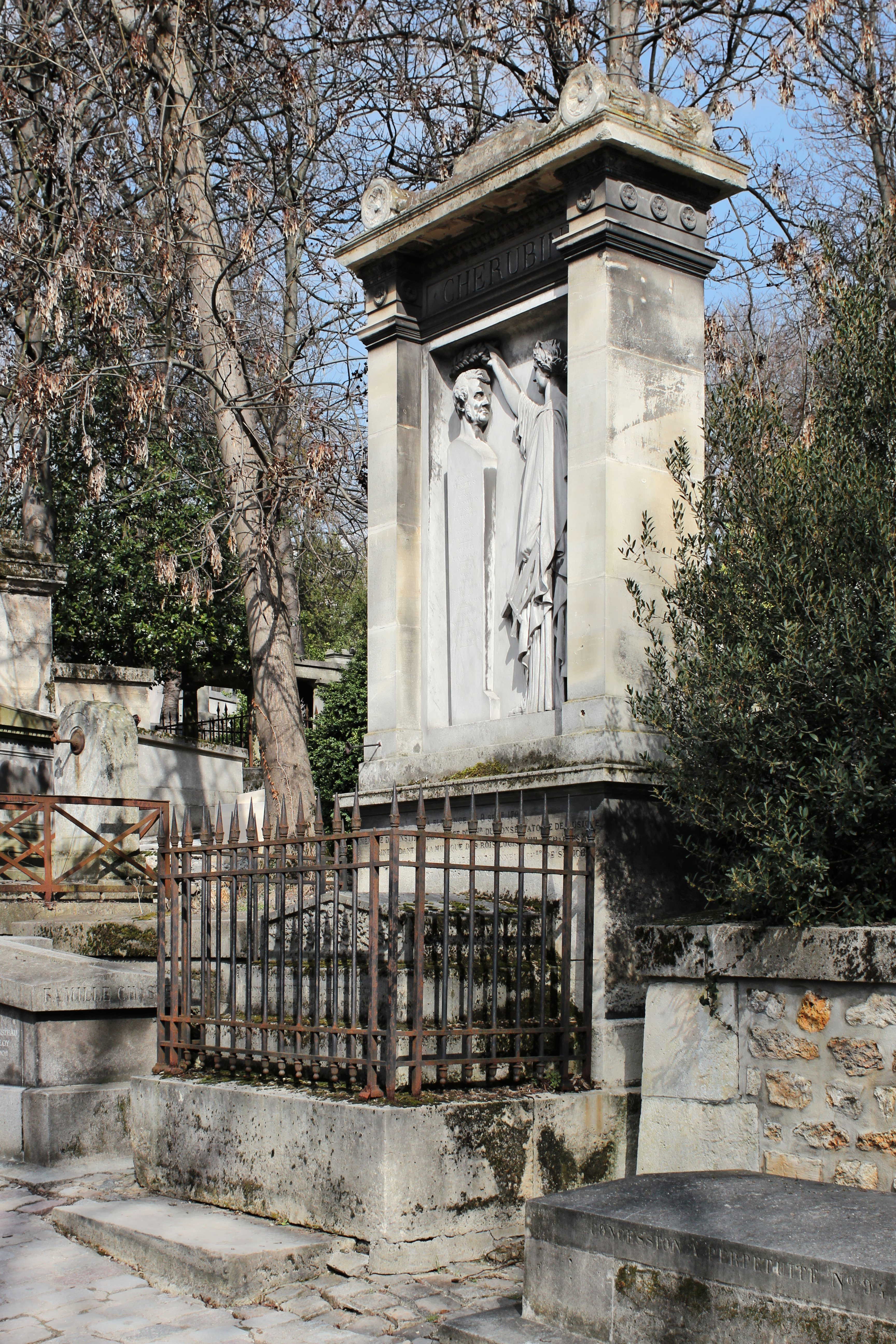
Могила Керубіні на кладовищі Пер-Лашез з рельєфом Дюмона

У 1822 році Керубіні став директором Паризької консерваторії, а в 1835 році закінчив працювати над підручником «Уроки контрапункту та фуги». Перебуваючи на цій посаді, Керубіні не ладнав з Гектором Берліозом, який згадував про композитора у своїх мемуарах.
Хоча камерна музика не складає значної частини його творчості, те, що він створив, було важливим. За життя Керубіні отримав найвищі та найпрестижніші нагороди Франції. Сюди входили Кавалер ордена Почесного легіону (1814) та член Академії мистецтв (1815). 1841 року він став командором ордена Почесного легіону і був першим музикантом, який отримав цей титул.
Керубіні помер у Парижі в 1842 році 81-річним і був похований на кладовищі Пер-Лашез. Його могила розташована всього в чотирьох метрах від його друга Фридерика Шопена. Його гробницю спроєктував архітектор Ахілл Леклер. Вона містить фігуру роботи скульптора Августина-Олександра Дюмона, що уособлює «Музику», яка увінчує бюст композитора вінком.